# Grünhainichen
Grünhainichen ist eine Gemeinde im Erzgebirgskreis in Sachsen (Deutschland). Die Gemeinde besteht aus den Ortsteilen Grünhainichen, Borstendorf und Waldkirchen und gehört dem Verwaltungsverband Wildenstein an. Die Gemeinde ist nach Seiffen/Erzgeb. das zweitwichtigste Zentrum der Holzspielwarenherstellung im Erzgebirge.

## Geografie

### Lage
Das Waldhufendorf Ortsteil Grünhainichen liegt westlich der Flöha. Es erstreckt sich in west-östlicher Richtung. Der höchste Punkt des Ortes ist der Scheffelsberg mit 501 m, der tiefste Punkt ist an der Flöha bei 328 m. Der Ortsteil Waldkirchen, ebenfalls ein Waldhufendorf, liegt westlich von Grünhainichen in einem Seitental der Zschopau. Der Ortsteil Borstendorf, der auch als Waldhufendorf angelegt wurde, erstreckt sich östlich der Flöha in einem Seitental bis auf den Höhenzug in Richtung Eppendorf. Zu Borstendorf gehört die Ortslage Floßmühle.

### Nachbargemeinden
Im Norden grenzen Augustusburg, Leubsdorf mit dem Ortsteil Marbach, im Osten Eppendorf, im Süden Pockau-Lengefeld mit den Ortsteilen Wünschendorf und Reifland im Südosten, im Südwesten Börnichen/Erzgeb. an die Gemeinde. Im Westen grenzen Gornau/Erzgeb. und Zschopau an.

## Geschichte

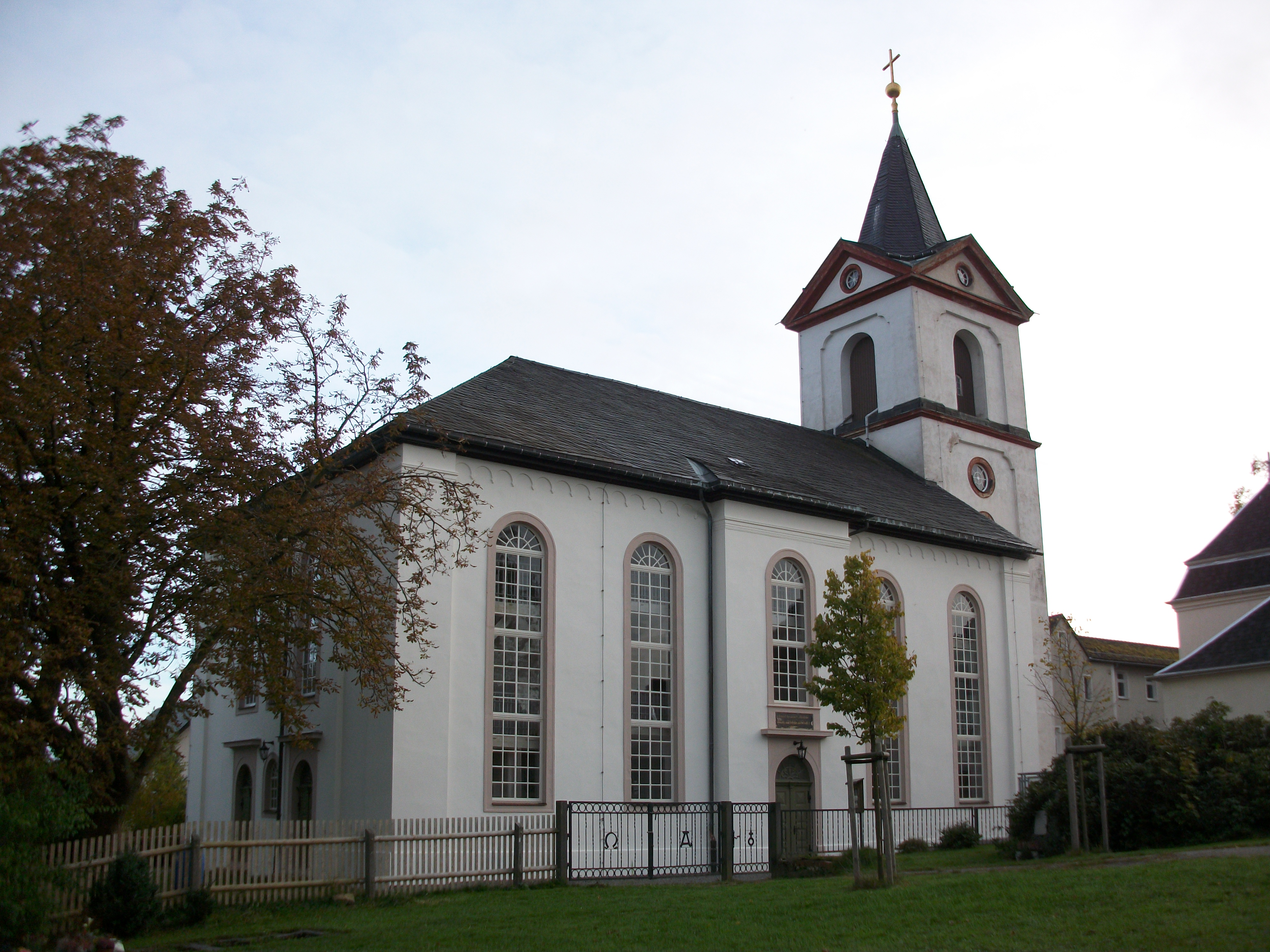
Ev.-luth. Kirche Grünhainichen

Grünhainichen wird 1349 im Lehnbuch Friedrich III. des Strengen zum ersten Mal urkundlich als „Heinchin“ erwähnt. Mit der Reformation 1539 kommt der Ort zur Parochie Waldkirchen. Der Ort war Amtsdorf des Amtes Augustusburg (vormals Schellenberg). Der Löffelmacher hanse Oehmen wird 1579 im Kirchenbuch erwähnt. Es ist der wahrscheinlich älteste Nachweis von Holzwarenherstellung im Erzgebirge. Bereits um 1650 werden Tischler, Kästelmacher, Brettschneider, Geigenmacher, Trommelmacher und Röhrbohrer genannt. Die Spanziehmühle wird in diesem Jahr ebenfalls erstmals erwähnt. Durch die Handwerker und Händler des Ortes werden in der Folgezeit die Waren auf Messen in Frankfurt (Oder), Lüneburg, Dresden, Leipzig und Braunschweig angeboten. Der Ort wird „Klein-Leipzig“ genannt.
1711 wird der erste Lehrer erwähnt. Um 1750 wird eine steinerne Brücke über die Flöha gebaut. Das erste Schulgebäude wird 1787 erbaut; im gleichen Jahr wird der erste Arzt im Ort tätig. Die Holzwarenherstellung nimmt in dieser Zeit immer mehr Aufschwung, in den 70 Häusern des Ortes sind nur noch 18 Bauern ansässig. Im 19. Jahrhundert entstehen weitere Spielwarenhersteller. 1848 wird Grünhainichen eigenständige Parochie und Borstendorf wird Filialkirche. Die Kirche wird am 14. Oktober 1850 eingeweiht.
Am 24. Mai 1875 erfolgt der Anschluss ans Bahnnetz. Die Freiwillige Feuerwehr wird am 13. Juni 1875 gegründet. Im Jahr 1879 wird durch die sächsische Regierung eine Staatliche Spielwaren- und Gewerbeschule eingerichtet. Am 1. August 1881 beginnt die Papierfabrik Siegel & Hasse ihre Produktion. Durch den Spielwaren Verleger Oswald Wagner wird 1888 eine Stiftung zur Hilf für unschuldig in Not Geratene eingerichtet. Um 1900 sind sieben Spielwarenbetriebe und über 1000 Hausindustrielle im Ort tätig. Das Rathaus wird 1907 errichtet. Das Freibad wird 1926 errichtet. Der Spielzeugmacherberuf wird 1936 offiziell anerkannt. Die Madonna mit dem Engelberg von Grete Wendt erhält auf der Weltausstellung 1937 in Paris einen Grand Prix und eine Goldmedaille. 1954 erfolgt die Schließung der Spielwarenfach- und Gewerbeschule. In den Jahren 1970 bis 1972 werden die letzten privaten Spielwarenhersteller und kunstgewerblichen Betriebe verstaatlicht.
Nach der Wende werden ab 1990 viele Betriebe wieder reprivatisiert. Seit 1992 besteht in Grünhainichen nur noch eine Grundschule. Grünhainichen wird 1994 Mitglied des Verwaltungsverbandes Wildenstein. 1999 wird durch die Fa. Wendt & Kühn die neue Sommervariante der Freilandspieldose eingeweiht. Die Spieldose selbst gibt es mit weihnachtlichen Figuren seit 1979.
Am 1. März 2009 schlossen sich die bis dahin selbstständigen Gemeinden Grünhainichen und Waldkirchen zur neuen Gemeinde Grünhainichen zusammen. Am 1. Januar 2015 erfolgte der Zusammenschluss der Gemeinden Grünhainichen und Borstendorf.

## Einwohnerentwicklung

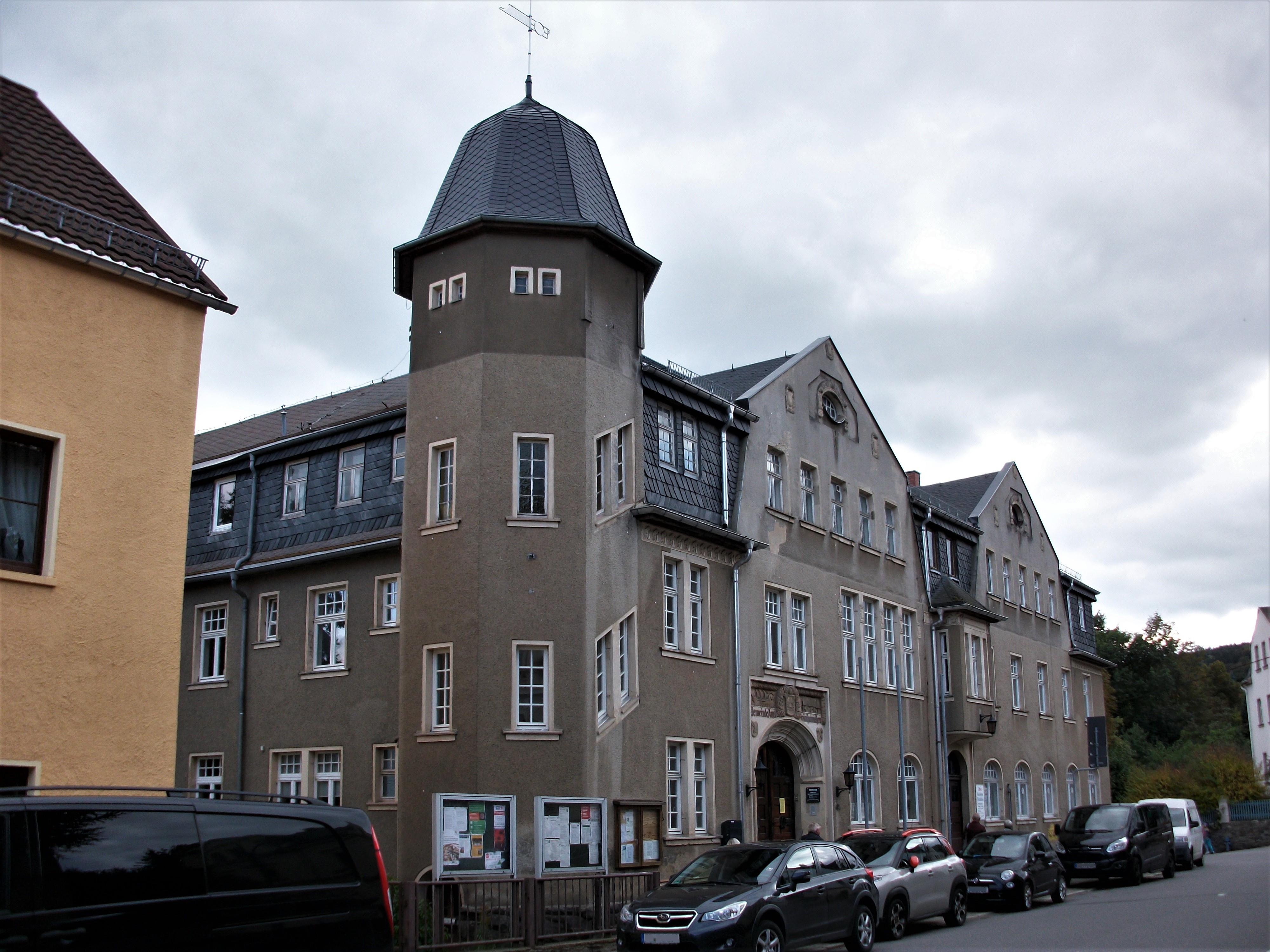
Rathaus Grünhainichen

31. Dezember Gebietsstand Januar 2007:
| 1982 bis 1988 - 1982: 1.809 - 1983: 1.790 - 1984: 1.753 - 1985: 1.718 - 1986: 1.705 - 1987: 1.688 - 1988: 1.632 | 1989 bis 1995 - 1989: 1.585 - 1990: 1.520 - 1991: 1.500 - 1992: 1.529 - 1993: 1.513 - 1994: 1.462 - 1995: 1.437 | 1996 bis 2002 - 1996: 1.412 - 1997: 1.451 - 1998: 1.457 - 1999: 1.454 - 2000: 1.446 - 2001: 1.417 - 2002: 1.382 | 2003 bis 2009 - 2003: 1.383 - 2004: 1.382 - 2005: 1.362 - 2006: 1.329 - 2007: 1.302 - 2008: 1.281 - 2009: 2.374 | 2010 bis 2013 - 2010: 2.319 - 2011: 2.278 - 2012: 2.292 - 2013: 2.202 |

## Gedenkstätten
- Gedenkstein aus dem Jahre 1974 im Park an der Mühlenstraße zur Erinnerung an die gefallenen Soldaten der Roten Armee und an Widerstandskämpfer gegen den Faschismus
- drei hölzerne Tafeln zum Gedenken an die Opfer des Zweiten Weltkrieges in der Kirche, angefertigt in der ehemaligen Spielwarenfach- und Gewerbeschule
- Kriegerdenkmal aus Sandstein mit dazugehörigem kleinen Park für die 80 Gefallenen des Ersten Weltkriegs an der Grete-Wendt-Straße, auf Grund der Form im Volksmund „Kaffeemühle“ genannt
Im Lauf der Jahrzehnte wurde die Namens-Inschrift des Denkmals immer schlechter lesbarer. Im Sommer 2024 führte ein Zufallsfund auf einem Trödelmarkt dazu, dass die Stadtverwaltung das Denkmal renovieren lassen konnte und der Bürgermeister es neu einweihte.[3]
- eine von ursprünglich drei an einem Obelisken angebrachte gusseiserne Platte in Gedenken an die Opfer des Deutsch-Französischen Krieges mit einer Friedenseiche von 1871 an der Chemnitzer Straße
- Gedenkstein für die Opfer von Krieg, Flucht und Vertreibung auf dem Friedhof

## Politik

### Gemeinderat
Seit der Gemeinderatswahl am 9. Juni 2024 verteilen sich die 16 Sitze des Gemeinderats folgendermaßen auf die einzelnen Gruppierungen:
- Freie Bürgerinitiative Waldkirchen (FBI): 5 Sitze
- Freie Wählervereinigung Borstendorf (FWB): 5 Sitze
- Wählervereinigung Kultur und Sport e. V. (WKS): 4 Sitze
- AfD: 2 Sitze

| Gemeinderat ab 2024Insgesamt 16 Sitze - FBI: 5 - FWB: 5 - WKS: 4 - AfD: 2 | Liste                                    | 2024   | 2024   | 2019   | 2019   | 2014   | 2014   |
| Gemeinderat ab 2024Insgesamt 16 Sitze - FBI: 5 - FWB: 5 - WKS: 4 - AfD: 2 | Liste                                    | Sitze  | in %   | Sitze  | in %   | Sitze  | in %   |
| Gemeinderat ab 2024Insgesamt 16 Sitze - FBI: 5 - FWB: 5 - WKS: 4 - AfD: 2 | Freie Bürgerinitiative Waldkirchen       | 5      | 33,4   | 5      | 26,9   | 4      | 31,8   |
| Gemeinderat ab 2024Insgesamt 16 Sitze - FBI: 5 - FWB: 5 - WKS: 4 - AfD: 2 | Freie Wählervereinigung Borstendorf      | 5      | 29,3   | 5      | 21,3   | –      | –      |
| Gemeinderat ab 2024Insgesamt 16 Sitze - FBI: 5 - FWB: 5 - WKS: 4 - AfD: 2 | Wählervereinigung Kultur und Sport e. V. | 4      | 22,9   | 3      | 17,9   | 3      | 23,4   |
| Gemeinderat ab 2024Insgesamt 16 Sitze - FBI: 5 - FWB: 5 - WKS: 4 - AfD: 2 | AfD                                      | 2      | 14,4   | –      | –      | –      | –      |
| Gemeinderat ab 2024Insgesamt 16 Sitze - FBI: 5 - FWB: 5 - WKS: 4 - AfD: 2 | CDU                                      | –      | –      | 3      | 20,4   | 5      | 43,8   |
| Gemeinderat ab 2024Insgesamt 16 Sitze - FBI: 5 - FWB: 5 - WKS: 4 - AfD: 2 | SG Rotation Borstendorf e. V.            | –      | –      | 2      | 13,6   | –      | –      |
| Gemeinderat ab 2024Insgesamt 16 Sitze - FBI: 5 - FWB: 5 - WKS: 4 - AfD: 2 | FDP                                      | –      | –      | –      | –      | –      | 1,0    |
| Gemeinderat ab 2024Insgesamt 16 Sitze - FBI: 5 - FWB: 5 - WKS: 4 - AfD: 2 | Wahlbeteiligung                          | 71,3 % | 71,3 % | 66,3 % | 66,3 % | 57,9 % | 57,9 % |

### Bürgermeister
- 1983–1994: Helmut Wagner (CDU)
- 1994–Februar 2009: Klaus Höppe (CDU)
- März–Juli 2009: Gunther Kaden (parteilos) als Amtsverweser
- 2009–Dezember 2014: Klaus Höppe (CDU) (als Amtsverweser bis Juli 2015)
- August 2015–2017: Günther Schneider (CDU)
- seit 20. Dezember 2017 amtierend: Robert Arnold (parteilos)

| Wahl | Bürgermeister         | Vorschlag | Wahlergebnis (in %) |
| ---- | --------------------- | --------- | ------------------- |
| 2025 | Robert Arnold         | Arnold    | 80,0                |
| 2018 | Robert Arnold         | Arnold    | 83,6                |
| 2015 | Dr. Günther Schneider | CDU       | 75,5                |
| 2009 | Klaus Höppe           | CDU       | 95,1                |
| 2008 | Klaus Höppe           | CDU       | 99,7                |
| 2001 | Klaus Höppe           | CDU       | 98,5                |
| 1994 | Klaus Höppe           | CDU       | 58,8                |

### Wappen

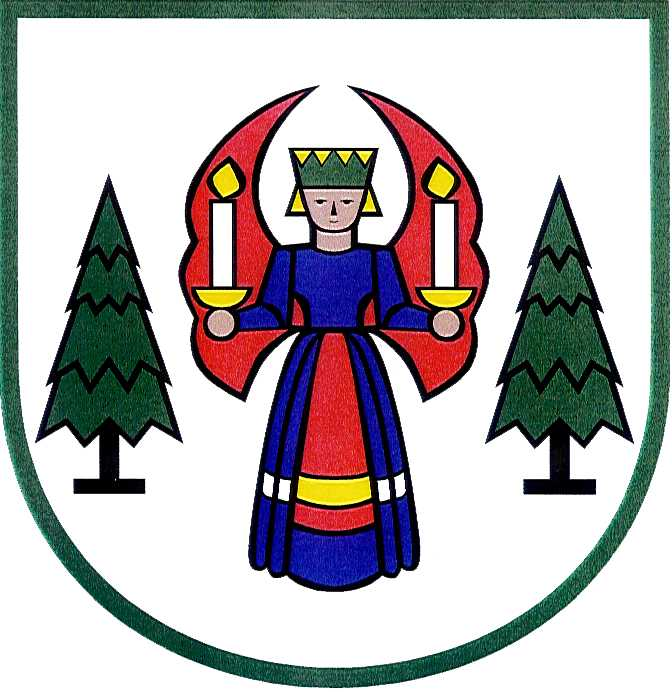
Ortswappen von Grünhainichen bis zur Gründung der Einheitsgemeinde am 28. Februar 2009

Bis zum 28. Februar 2009 verwendete die Gemeinde Grünhainichen ein Wappen mit der Darstellung eines erzgebirgischen Lichterengels und zwei Tannenbäumen. Damit wird die Bedeutung des erzgebirgischen Kunsthandwerkes für den Ort verdeutlicht. Mit Gründung der Einheitsgemeinde mit Waldkirchen ist es nun nur noch das amtliche Ortswappen. Das neue Gemeindewappen zeigt neben dem traditionellen Grünhainichener Engel als Symbol des Ortsteiles Grünhainichen einen Bergmann im Habit eines Blaufarbenwerkers als Symbol für den Ortsteil Waldkirchen. Die Fichten zwischen den beiden Figuren symbolisieren den Waldreichtum der erzgebirgischen Landschaft. Im unteren Teil sind die beiden Flüsse Flöha und Zschopau dargestellt, an deren Ufern sich Wassermühlen befinden (Mühlrad).

## Kultur und Sehenswürdigkeiten
- siehe auch: Liste der Kulturdenkmale in Grünhainichen

### Museen
- Museum erzgebirgischer Volkskunst

### Bauwerke
- Fuchsturm (Ruine)
- Große Freiland-Spieldose
- Klassizistische Kirche

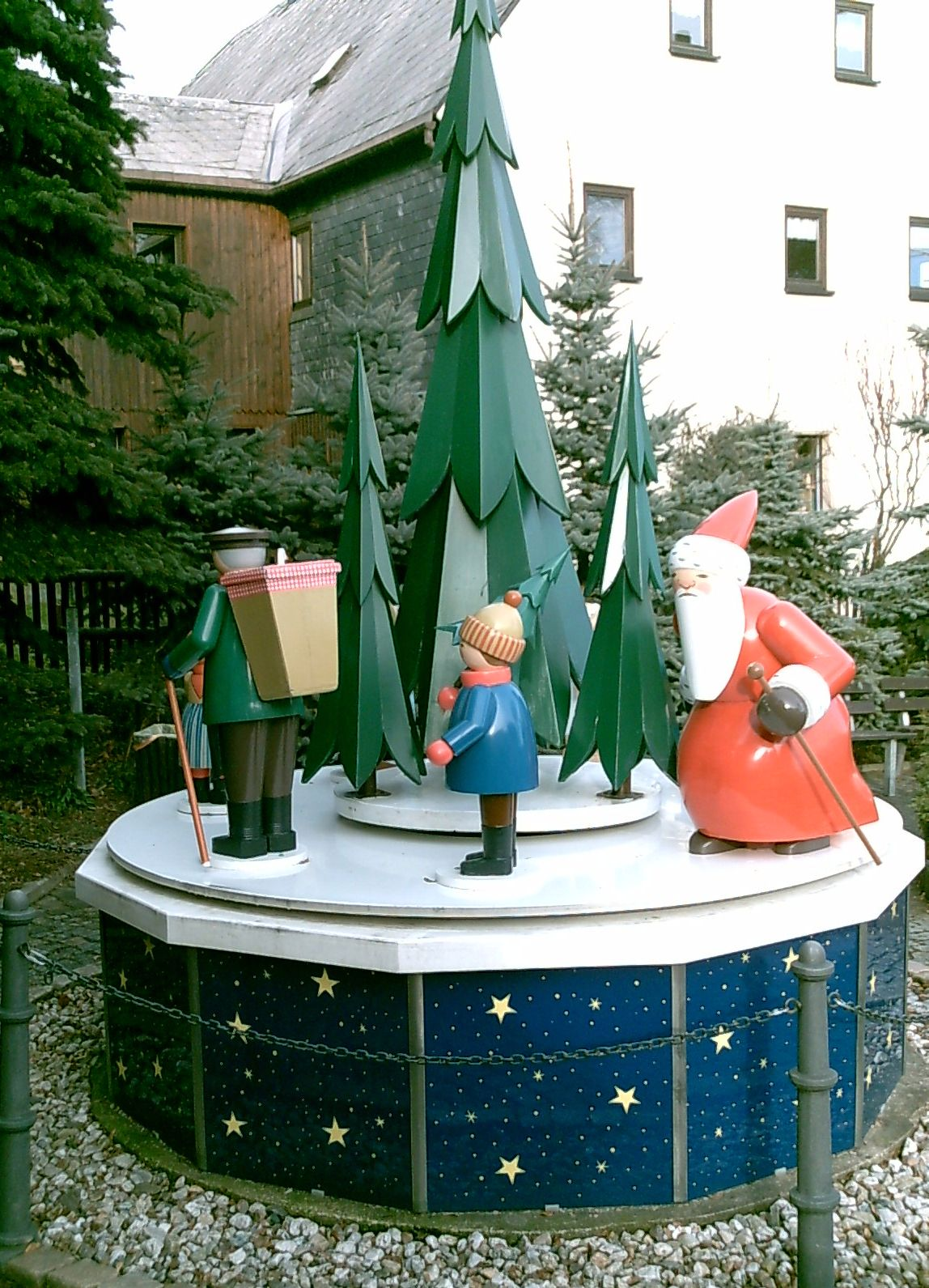
Freiland-Spieldose (Wintervariante) im Ortszentrum

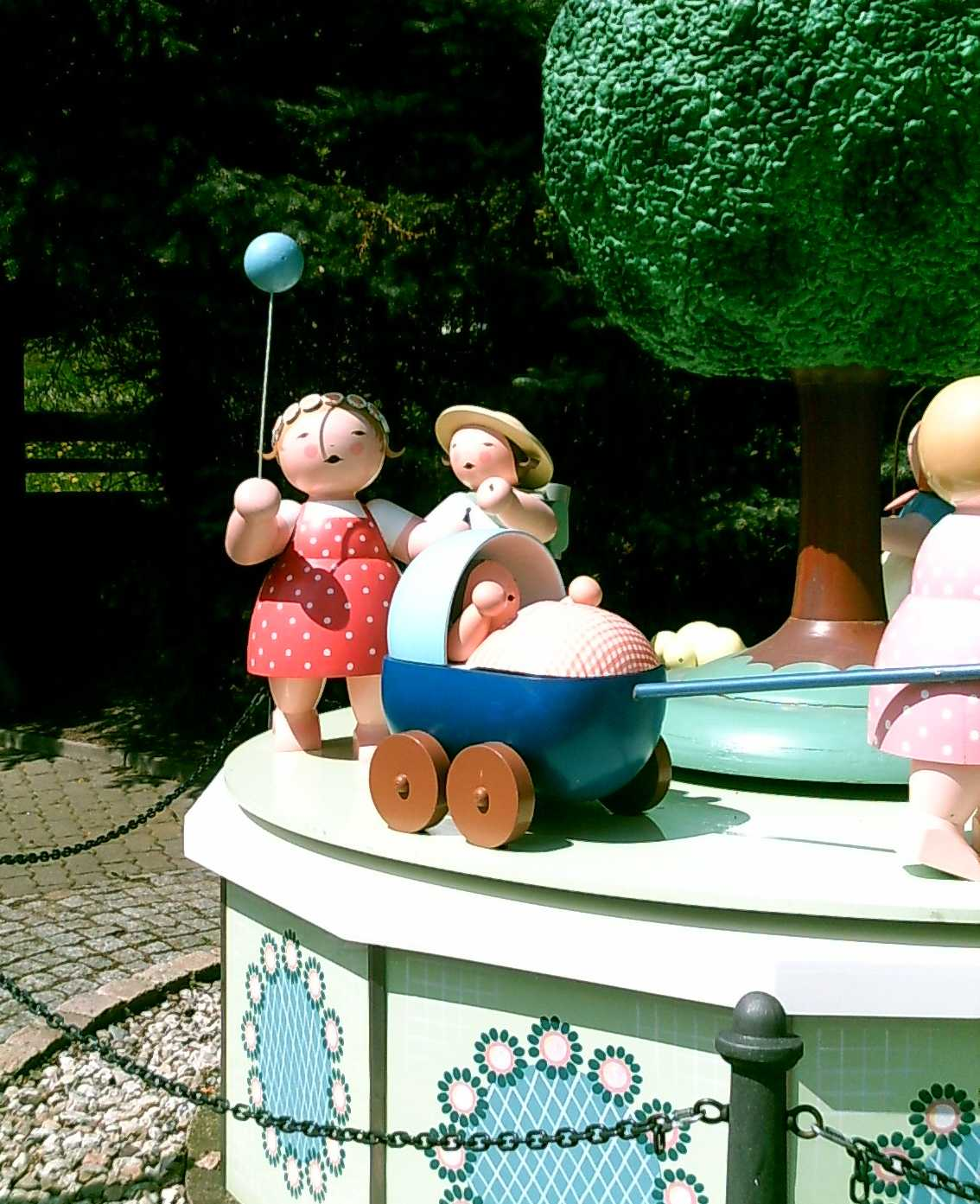
Freiland-Spieldose (Sommervariante)

- Jugendstil-Rathaus mit Elementen der Neorenaissance entworfen von Ernst Kühn, Architekt und Stadtbaumeister in Dresden, Vater von Margarete Kühn
- Freibad mit erhaltenen Gebäuden um 1926

### Naturschutz
- Siehe auch: Liste der Naturdenkmale in Grünhainichen

## Sport
Grünhainichener BC
Der Grünhainichener Ballspiel Club ist ein Fußballverein mit langer Tradition. Am 13. Mai 1913 wurde der GBC gegründet, nahm ab 1921 erstmals an Verbandsspielen teil und feierte 1926 seinen ersten großen Erfolg als Meister des Bezirkes Flöhatal und dem Aufstieg in die Bezirksliga.
Nach dem Zweiten Weltkrieg erfolgte 1948 die Umbenennung in BSG Traktor Grünhainichen und 1951, 1961 und 1964 Kreismeistertitel. 1964 bis 1971 spielte Traktor in der Bezirksklasse (5. Liga der DDR). 1989 der Sturz in die 2. Kreisklasse. 1990 und 2003 spielte der wieder umbenannte GBC in der 1. Kreisklasse, wurde 2005 Kreispokalsieger und kehrte 2008/09 in die Kreisliga des Mittleren Erzgebirgskreises zurück. Das Stadion des GBC trägt den Namen „Sportplatz am Naturbad“ und umfasst ca. 1500 Zuschauer. Es gibt dort großenteils Stehplätze und vereinzelte Bänke.

## Wirtschaft und Infrastruktur

### Unternehmen
- Wendt & Kühn KG
- BLANK Kunsthandwerk
- HOBLER - Figuren mit Herz aus Grünhainichen

### Verkehr
- Flöhatalbahn, Stationen Floßmühle und Grünhainichen-Borstendorf
- Zschopautalbahn, Station Waldkirchen (Erzgeb)
- Busverbindung nach Eppendorf, Zschopau, Flöha, Augustusburg
- Durch Grünhainichen verläuft die Straße S235, die Zschopau-Nord mit Brand-Erbisdorf verbindet

## Persönlichkeiten
- Adam Gottfried Oehme (1719–1789), Orgelbauer
- Guido Hermann Schäf (1840–1911), Orgelbauer
- Margarete Wendt (1887–1979), Begründerin, Geschäftsführerin der Engelmanufaktur Wendt & Kühn
- Margarete Kühn (1888–1977), Begründerin, Geschäftsführerin von Wendt & Kühn
- Olly Wendt (1896–1991), Gestalterin und Designerin bei Wendt & Kühn
- Walter Schmidt (1903–1962), Politiker (NSDAP), von 1936 bis 1945 Oberbürgermeister der Stadt Chemnitz, geboren in Waldkirchen
- Günther Wagner (1925–1999), Hochschullehrer in Leipzig
- Hans Wendt (1930–2008), Geschäftsführer der  Wendt & Kühn
- Roland Oehme (1935–2022), Drehbuchautor und Regisseur, geboren in Grünhainichen
- Gerd Bieker (1937–2022), Schriftsteller, geboren in Grünhainichen
- Ekkehard Richter (* 1937), Kirchenmusiker, geboren in Grünhainichen
- Gunter Oettel (* 1957), Verleger, geboren in Grünhainichen